# Caloblattinidae
Caloblattinidae – wymarła rodzina owadów z rzędu karaczanów.

## Morfologia
W rodzinie tej dominowały karaczany o dużych rozmiarach ciała, zwykle przekraczające znacznie 15 mm długości przedniego skrzydła, aczkolwiek znane są także gatunki o rozmiarach przeciętnych, osiągające około 10 mm długości przedniego skrzydła. Kształt ciała był spłaszczony grzbietobrzusznie. Głowa cechowała się aparatem gębowym z długimi głaszczkami szczękowymi. Skrzydła miały zaokrąglone, ciemne żyłki i zaokrąglone, jasne przestrzenie pomiędzy nimi. Użyłkowanie skrzydła przedniego cechowało się rozgałęzioną żyłką subkostalną, wyodrębnionym sektorem radialnym i rozgałęzioną żyłką analną. Użyłkowanie skrzydła tylnego charakteryzowało się wyodrębnionym sektorem radialnym, zwykle trzykrotnie rozgałęzioną żyłką kubitalną przednią, nierozgałęzioną żyłką kubitalną tylną oraz prostą pierwszą żyłką analną. Odwłok zaopatrzony był w wieloczłonowe wyrostki rylcowe i pozbawione długich sensillów szczecinkowych (sensilla chaetica), również wieloczłonowe przysadki odwłokowe. U samic widoczne było od zewnątrz bardzo długie pokładełko.

## Taksonomia
Takson ten wprowadzony został w 2000 roku przez Petera Vršanskiego i Jörga Ansorge. Klasyfikowany jest w obrębie nadrodziny Caloblattinioidea wraz z rodzinami Fuziidae i Eadiidae.
Do rodziny tej zalicza się rodzaje:
- Aktassoblatta Vishnyakova, 1971[3]
- Asioblatta Vishnyakova, 1968[3]
- Caloblattina Handlirsch, 1906[3]
- Dazhublattella Fang et al., 2013[4]
- Decomposita Vršanský, 2008[5]
- Etapia Vishnyakova, 1983[3]
- Euryblattula Martynov, 1937[3]
- Fusiblatta Hong, 1980[3]
- Ijablatta Vishnyakova, 1983[3]
- Itchetuja Vishnyakova, 1983[3]
- Kemerowia Vishnyakova, 1983[3]
- Nuurcala Vršanský, 2003[6]
- Paleovia Vršanský, 2008[5]
- Rhipidoblatta Vishnyakova, 1968[7]
- Rhipidoblattina Handlirsch, 1906[7]
- Samaroblatta Tillyard, 1919[3]
- Samaroblattula Martynov, 1937[3]
- Shartegoblattina Vršanský, 2004[8]
- Sogdoblatta Martynov, 1937[3]
- Soliblatta Lin, 1986[3]
- Srdiecko Vršanský, 2008[5]
- Taublatta Martynov, 1937[3]
- Taublattopsis Vishnyakova, 1985[3]
- Thuringoblatta Kuhn, 1938[3]